# 凱爾蒂角
66°3′S 133°26′E / 66.050°S 133.433°E
凱爾蒂角（英語：Cape Keltie）是南極洲的海岬，位於威爾克斯地，處於切斯尼角以西20公里，由澳大利亞探險隊發現，以皇家地理學會的秘書命名，現時由南極條約體系管理。